# 新文化街
39°54′09″N 116°21′36″E / 39.90256°N 116.36008°E
新文化街是位于北京市西城区中部的一条道路。

## 简介
新文化街东起宣武门内大街，西至鲍家街。该街原称“石驸马大街”，因为明宣宗顺德公主驸马石璟府在此而得名。1967年，在文革改名风中，为纪念新文化运动的提倡者鲁迅而改名为“新文化街”，是北京少数几条保留至今的文革时代地名。
鲁迅曾在此街上的北京女子师范大学任教，三一八惨案遇难者刘和珍和杨德群便是该校学生，鲁迅曾写过《纪念刘和珍君》一文。中华人民共和国时期，该校改称“北京市一五八中学”，后又更名为“北京市鲁迅中学”，校内有刘和珍、杨德群烈士墓。
新文化街上的北京市西城区新文化街第二小学，早年是克勤郡王府，后被熊希龄购买。克勤郡王岳託是清太祖努尔哈赤第二子代善的长子，立有战功，清朝入关之前死在军中，获追封为克勤郡王。其子孙改封衍禧郡王、平郡王，乾隆后期复封为克勤郡王。岳託的重孙讷尔苏袭平郡王爵，讷尔苏是曹雪芹的姑父。